# Alasdair Dickinson
Pour les articles homonymes, voir Dickinson.
Pas d'image ? Cliquez ici

a Compétitions nationales et continentales officielles uniquement.

b Matchs officiels uniquement.
Dernière mise à jour le 29 mars 2022.
Alasdair Granville Dickinson, né le 11 septembre 1983 à Dundee (Écosse), est un joueur international écossais de rugby à XV évoluant au poste de pilier (1,83 m pour 111 kg). Il a joué au sein de la franchise d'Édimbourg Rugby en Pro 12 de 2003 à 2007, puis de 2013 à 2017 ainsi qu'en équipe d'Écosse de 2007 à 2016. Il a également évolué en Premiership, sous les couleurs de Gloucester et des Sale Sharks.

## Biographie
Il obtient sa première cape le 23 septembre 2007 contre la Nouvelle-Zélande lors de la coupe du monde de rugby à XV 2007. Le 22 août 2011, il est retenu dans la liste des trente joueurs sélectionnés par Andy Robinson pour disputer la coupe du monde. Il est également retenu pour la coupe du monde 2015.

## Statistiques en équipe nationale
- 58 sélections (31 fois titulaire, 27 fois remplaçant)
- 10 points (2 essais)
- Sélections par année : 1 en 2007, 7 en 2008, 5 en 2009, 6 en 2010, 5 en 2011, 6 en 2013, 9 en 2014, 13 en 2015, 6 en 2016
- Tournois des Six Nations disputés : 2008, 2009, 2010, 2014, 2015, 2016

En Coupe du monde : 
- 2007 : 1 sélection (Nouvelle-Zélande)
- 2011 : 3 sélections (Roumanie, Argentine, Angleterre)
- 2015 : 5 sélections (Japon, États-Unis, Afrique du Sud, Samoa, Australie)